# Фонд развития интернет-инициатив
Фонд развития интернет-инициатив — российский фонд венчурных инвестиций, один из лидеров российского рынка по числу сделок. С 2013 года ФРИИ возглавляет Кирилл Варламов, ИТ-предприниматель из Екатеринбурга.
Фонд предоставляет инвестиции технологическим компаниям на ранних этапах развития, проводит акселерационные программы и участвует в разработке методов правового регулирования венчурной отрасли, консультирует корпоративных клиентов по теме внедрения инноваций.
С 2013 года ФРИИ остаётся самым активным инвестиционным фондом в России. По данным отчёта Dow Jones ФРИИ занимал первое место в Европе по числу сделок в первом квартале 2014 года. На 12 декабря 2016 года ФРИИ проинвестировал 267 компаний ранних стадий. ФРИИ работает по модели "evergreen" ("фонд бесконечного цикла").

## Основные направления деятельности
1. Инвестиционная поддержка IT-стартапов на ранних и более поздних стадиях.
2. Экспертная, образовательная и техническая поддержка предпринимателей и их проектов (стартапов).
3. Системное инфраструктурное развитие российской экосистемы цифрового предпринимательства.

В 2018 году по оценкам Российской Ассоциации венчурного инвестирования (РАВИ), ФРИИ стал ключевым игроком на рынке финансирования молодых технологических проектов. Вклад ФРИИ в общий объем венчурных инвестиций с 2014 года по 2018 год в среднем составляет 40-45%.

## Акселератор ФРИИ
Одно из ключевых направлений работы ФРИИ — трёхмесячные программы бизнес-акселерации. Существуют две формы акселерации: очная и заочная, а также образовательная онлайн-программа «Преакселератор». Акселератор ФРИИ — это интенсивная трехмесячная программа по ускоренному развитию ИТ-компаний, которая проходит в Москве три раза в год.
- Очный акселератор
- Заочный акселератор
- Преакселератор
- Программа Go Global[10]
- Программа Sprint[11]

### Отраслевые треки акселерационной программы
В сентябре 2014 начала работу совместная программа акселерации ФРИИ и Microsoft для стартапов.
В декабре 2015 года ФРИИ и международный концерн Bayer подписали соглашение, в рамках которого они собирались развивать рынок российских IT-стартапов в области медицины. В феврале 2016 года ФРИИ запустил отраслевой трек акселерации по направлению «медицина», где партнерами, кроме Bayer, выступили STADA, Национальный центр информатизации, ОМБ И MedMe.
В феврале 2016 ФРИИ и «Яндекс» объявили о запуске в июне 2016 года совместного трека акселерации. ФРИИ также объявил о запуске отраслевого трека акселерации по направлению «медиа». В апреле ФРИИ объявил, что начинает набор стартапов в области «интернета вещей (IoT) по направлениям «умный город», «сельское хозяйство» и «промышленность». В июне ФРИИ объявил набор в совместный отраслевой трек акселерации по направлению «финтех». В сентябре ФРИИ объявил о запуске отраслевого трека по направлению «искусственный интеллект и большие данные» в телекоме и транспорте. В октябре ФРИИ объявил о запуске отраслевого трека по направлению «технологии в образовании», партнерами стали Издательство «Просвещение», «Нетология», «Деловая Среда» Сбербанка и «Иннопрактика».

## Образовательные программы
- Интернет-предпринимательство[23]
- Инвестиции[24][25][26][27][28].

- Презентации стартапов[29][30][31][32][33][34][35].[36][37][38][39][40].

## Взаимодействие с государством

### Институт развития интернета
Вместе с РАЭК, РОЦИТ, Медиа-коммуникационным союзом и создателем LiveInternet Германом Клименко Фонд развития интернет-инициатив стал соучредителем «Института развития интернета». Эта организация задумана как дискуссионная площадка для представителей власти и интернет-компаний, в рамках которой стороны будут приходить к консенсусу по сложным вопросам.

### Ассоциация интернета вещей
В июле 2016 года ФРИИ выступил с инициативой создать Ассоциацию интернета вещей, которую поддержали  операторы связи, предприятия промышленности, разработчики программного обеспечения и научные учреждения. Ее учредители – ФРИИ и Московский государственный технический университет (МГТУ) им. Н.Э. Баумана.

## История
Идея создания фонда для поддержки общественно значимых инициатив впервые прозвучала в речи Владимира Путина на заседании наблюдательного совета Агентства стратегических инициатив в Кремле 22 ноября 2012 года. Предложение президента предполагало создание инструмента частно-государственного партнёрства для развития интернет-проектов именно в России, нового приоритетного направления в работе Агентства. На следующем заседании наблюдательного совета 5 марта 2013 года Агентство представило президенту проект фонда поддержки предпринимательских инициатив в интернете и его будущего директора. Задачей фонда стало создание инфраструктуры для обеспечения экспертной и финансовой поддержки стартапов на ранних этапах развития — во время разработки прототипа и выхода на рынок.
Объём фонда, названного Фондом развития интернет-инициатив, составил 6 миллиардов рублей и был сформирован из средств крупных российских компаний.

## Оценка деятельности фонда

### Рейтинги
К декабрю 2013 года ФРИИ возглавил список активных фондов возрастом меньше года в исследовании венчурной отрасли, проведённом Firrma.ru при поддержке Российской венчурной компании и PwC. В рейтинге крупнейших участников рынка венчурных инвестиций, составленном фондом «Общественное мнение» на основе интервью в январе 2014 года, ФРИИ и РВК заняли третье место после фондов Runa Capital и Almaz Capital. Журнал «Деловая среда» назвал появление ФРИИ одним из 10 главных событий 2013 года.
В декабре 2014 года фонд победил в номинации «Посевной инвестор года» (англ. Seed Investor of the Year) премии Venture Awards Russia 2014. К этому моменту фонд проинвестировал около 13 миллионов долларов в 122 проекта.

### Награды
В 2014 году Фонд развития интернет-инициатив стал лауреатом Премии Рунета в категории «Технологии и инновации».

## Критика
Многие участники рынка положительно отнеслись к учреждению Фонда развития интернет-инициатив.
Учредитель Almaz Capital Александр Галицкий и управляющий партнёр Bright Capital Борис Рябов одобрили появление альтернативы существующим институтам развития технологических компаний — Роснано, Сколково и РВК. В сравнении государственных структур развития бизнеса один из авторов интернет-издания «Цукерберг позвонит» охарактеризовал ФРИИ как наиболее полезную институцию, понимающую потребности рынка. Журнал и аналитический центр «Эксперт-Урал» отметил открытие акселераторов ФРИИ как главный шаг последних лет в направлении формирования инфраструктуры для развития IT-компаний.
Другие представители венчурной отрасли с опасением отнеслись к появлению государственного фонда. Учредитель и управляющий партнёр фонда Runa Capital Дмитрий Чихачёв поставил под сомнение способность государства эффективно инвестировать в частный бизнес. Управляющий партнёр фонда Prostor Capital Алексей Соловьёв воспринял создание ФРИИ как риск появления в венчурной отрасли госкомпании-монополиста.
Председатель инвестиционного комитета фонда Waarde Capital Владимир Громовский в колонках в журнале Эксперт назвал кулуарным способ создания ФРИИ, раскритиковал его фокус на интернет-технологиях вместо других нуждающихся в инвестициях технологических отраслей. Он охаратеризовал стартапы, в которые инвестирует ФРИИ, как неформатные, а объём фонда — как избыточный для поддержки проектов, к которым не проявили интерес другие венчурные фонды.